# Euryale Fabre
Pour les articles homonymes, voir Fabre.
Michel Euryale Fabre est un juriste et homme politique français né le 9 mai 1809 à Ambert et mort le 20 mars 1891 à Clermont-Ferrand.

## Biographie
Fils de Jean Paul Fabre, notaire et magistrat de Clermont-Ferrand, et de Jeanne Luce Lavigne, tante paternelle d'Étienne Lavigne, il nait le 9 mai 1809 au domicile de ses parents, à Ambert.
Il épouse, le 8 février 1835, à Clermont-Ferrand, Sophie Honorine Virginie Bernard avec laquelle il aura quatre enfants :
- Paul Marie, avocat et futur préfet de la Savoie,
- Jeanne Lucie qui épousera Philippe Audibert, notaire à la résidence d'Issoire,
- Henriette Félicie qui épousera François Charles Marie Joseph Achille Boyer, ancien notaire et greffier au tribunal de commerce de Clermont-Ferrand, et dont la fille unique, Jeanne Honorée, épousera Joseph Depeiges,
- Françoise Marie Amélie qui épousera Louis Adrien Fournier.

Élu, le 18 novembre 1847, membre de l'Académie des sciences, belles-lettres et arts de Clermont-Ferrand, il est, par la suite, nommé secrétaire perpétuel, fonctions qu'il occupe encore à son décès.
En 1867, il est membre de la commission administrative du bureau de bienfaisance de Clermont-Ferrand.
Il décède le 20 mars 1891 en son domicile situé à Clermont-Ferrand, 35 rue des Chaussetiers, des suites d'une courte maladie.

## Carrière juridique
Après de brillantes études menées à la Faculté de droit de Paris, il est nommé notaire à la résidence de Clermont-Ferrand, en remplacement de son père, démissionnaire en sa faveur. Le 1er juillet 1834, il prête ainsi serment, en cette qualité, devant le Tribunal de première instance de Clermont-Ferrand.
Par ordonnance royale du 25 décembre 1847, il est nommé suppléant du juge de paix dans le canton Sud-Ouest de Clermont-Ferrand.
Par décret présidentiel du 27 février 1850, il est nommé, en sa qualité d'ancien suppléant de cette justice de paix et de notaire, suppléant au juge de paix du canton nord de Clermont-Ferrand, en remplacement de Monsieur Pélissière, appelé à d'autres fonctions.
Plébiscité par ses pairs, il siège à la présidence de la chambre des notaires.
Convié à l'inauguration de l'école du notariat de Clermont-Ferrand, le 27 janvier 1857, il y prononce un discours.
Le 16 décembre 1879, après quarante-cinq années d'exercices, il met fin à ses fonctions de notaire et est nommé, par décret présidentiel du 1er avril 1882, notaire honoraire. Ses minutes, versées aux archives départementales du Puy-de-Dôme, sont conservées sous les cotes 5 E 118/82 à 343.

## Fonctions publiques
Le 14 mai 1862, il est élu conseiller municipal de la commune de Clermont-Ferrand, deuxième de la liste, et prête serment comme adjoint au maire, en application d'un décret impérial du 2 avril 1862.
Le 23 juillet 1865, il est réélu au conseil municipal, dès le premier tour, et est maintenu dans ses fonctions d'adjoint au maire, le 30 août suivant. Il conserve ses fonctions jusqu'au 6 septembre 1870.
En janvier 1886, il est désigné par le premier adjoint à la mairie de Clermont-Ferrand, Monsieur Saint-Loup, avec quarante autres notables de la ville dont l'avocat Félix Chaudessolle, pour composer une commission extra-municipale chargée d'étudier la question de la construction d'un théâtre, réclamé par la population mais dont le coût nécessite un emprunt et vraisemblablement une hausse de l'impôt. Il semble qu'une certaine défiance vis-à-vis du conseil municipal de Jean Baptiste Antoine Blatin, alors maire de la commune, entraine un refus de la plupart des membres nommés. En effet, le conseil étant incomplet, des élections complémentaires sont organisées les 27 décembre 1885 et 3 janvier 1886, sans parvenir à désigner les neuf conseillers manquants, le premier tour de scrutin n'ayant donné aucun résultat, faute de candidats et d'électeurs, le second tour ayant, quant à lui, désigné neufs conseillers protestataires qui, à peine élus, démissionnent de leurs fonctions. Ce projet de commission extra-municipale est abandonné quelques jours après l'annonce de sa constitution, faute de membres.

## Publications, brochures et discours
- Observations sur la réforme projetée du régime hypothécaire français (1846)[9],[10],
- Améliorations à introduire dans le projet de loi sur le renouvellement et la conservation du cadastre[11] (1847),
- De l'origine et de l'institution du notariat, précis historique lu à l'Académie des sciences, belles-lettres et arts de Clermont-Ferrand (1849)[12],
- Pétition sur le tarif des actes notariés à la Chambre des députés (1862)[5],
- De la substitution fidéicommissaire dans la démocratie (1864)[13],
- Souvenirs des lettres de Pline (1874)[14],